# Pariser (Stoßdegen)
Ein Pariser ist eine um 1750 in Frankreich entwickelte leichte, florettähnliche Stichwaffe, die ein kreisrundes Stichblatt und eine spitze Klinge mit dreieckigem Querschnitt hatte. Sie diente hauptsächlich vornehmen Leuten bei Überlandreisen zur Selbstverteidigung, machte aber auch schnell Karriere als Duellwaffe. Sie war schnell, wendig und effektiv.
Auch bei den Studenten im deutschsprachigen Raum fand sie schnell Anklang. Es stellte sich aber bald heraus, dass diese Waffe viel zu gefährlich war. Besonders gefürchtet waren die so genannten Lungenfuchser, Durchstiche der Lunge, die oft zum Tode führten.
Obwohl bereits ab 1767 ausgehend von Göttingen das Hiebfechten eingeführt worden war, blieb das Stoßfechten mit dem Pariser besonders bei Theologen wegen der zwar gefährlichen, aber relativ unsichtbaren Schmisse weiterhin beliebt. So wurden dem Universitätsfechtamt in Jena allein zwischen Oktober und Dezember 1839 acht Lungenfuchser mit immerhin zwei Todesfällen gemeldet.
Bisher waren als Strafe für studentische Raufduelle lediglich im Rahmen der Universitätsgerichtsbarkeit die Waffen konfisziert und eine Geldstrafe verhängt worden. Höchste zu erwartende Strafe war die Relegation von der Universität gewesen. Aufgrund der gestiegenen Gefahr des studentischen Stoßfechtens wurden Duelle jetzt mit juristischen Strafen belegt. Trotzdem gab es immer wieder Verstöße. Die letzten bekannten Todesfälle gab es 1845 in Jena und 1847 in München. Die letzte bekannte Stoßmensur fand 1860 in Würzburg statt.
Die bis heute üblichen Korbschläger und Glockenschläger lösten den Pariser als studentische Fechtwaffe ab.

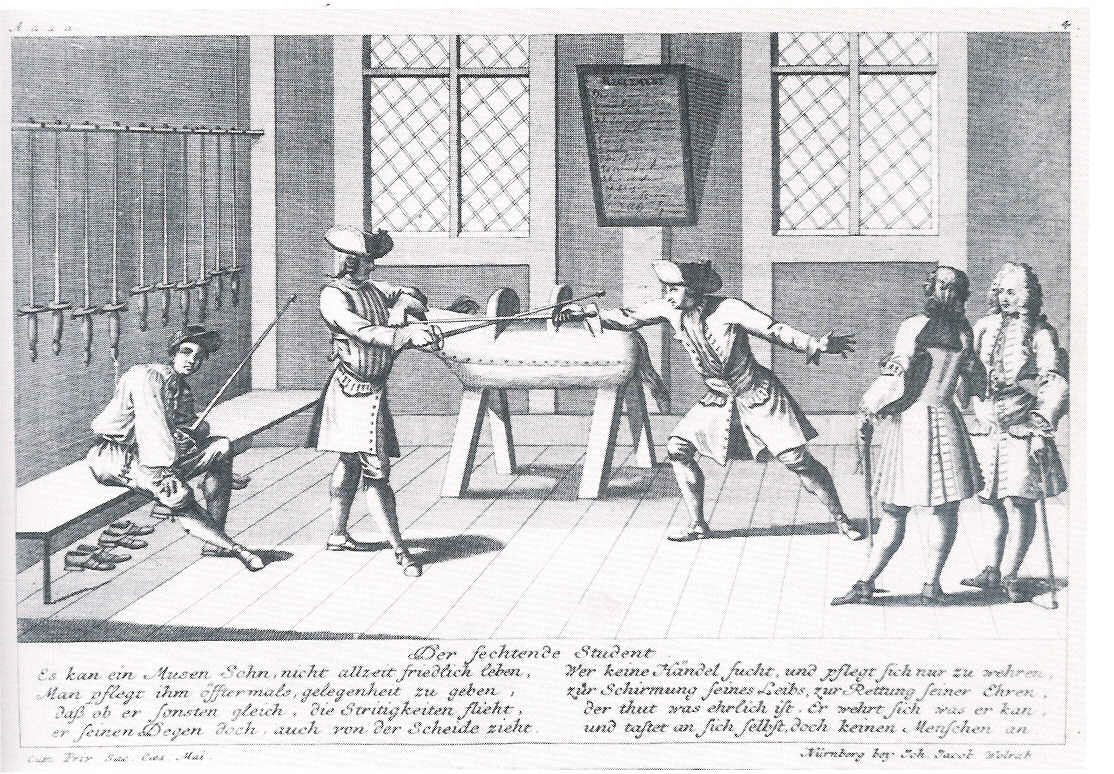
Universitäts-Fechtunterricht in Altdorf 1725
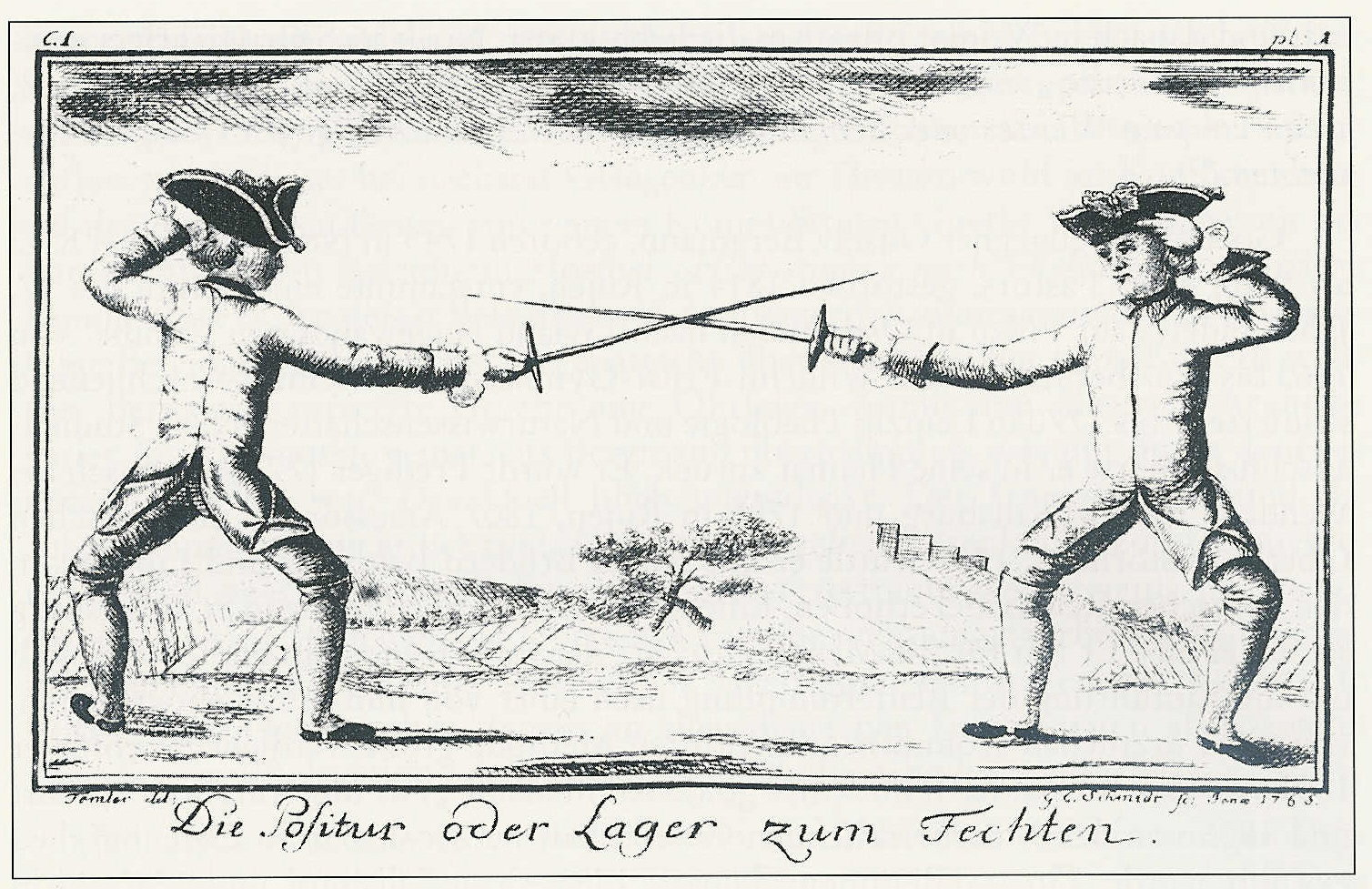
Fechtunterricht mit Stoßdegen, Weimar 1765